# Nepál a 2011-es úszó-világbajnokságon
Nepál a 2011-es úszó-világbajnokságon három úszóval vett részt.

## Úszás
Férfi
| Versenyző              | Esemény                      | Selejtező | Selejtező | Elődöntő          | Elődöntő          | Döntő             | Döntő             |
| Versenyző              | Esemény                      | Idő       | Helyezés  | Idő               | Helyezés          | Idő               | Helyezés          |
| ---------------------- | ---------------------------- | --------- | --------- | ----------------- | ----------------- | ----------------- | ----------------- |
| Prasiddha Jung Shah    | Férfi 50 méteres gyorsúszás  | 27.30     | 82        | Nem jutott tovább | Nem jutott tovább | Nem jutott tovább | Nem jutott tovább |
| Prasiddha Jung Shah    | Férfi 100 méteres gyorsúszás | 1:01.84   | 92        | Nem jutott tovább | Nem jutott tovább | Nem jutott tovább | Nem jutott tovább |
| Shailesh Shumsher Rana | Férfi 50 méteres gyorsúszás  | 27.58     | 86        | Nem jutott tovább | Nem jutott tovább | Nem jutott tovább | Nem jutott tovább |
| Shailesh Shumsher Rana | Férfi 100 méteres gyorsúszás | 1:01.94   | 93        | Nem jutott tovább | Nem jutott tovább | Nem jutott tovább | Nem jutott tovább |

Női
| Versenyző     | Esemény                    | Selejtező | Selejtező | Elődöntő          | Elődöntő          | Döntő             | Döntő             |
| Versenyző     | Esemény                    | Idő       | Helyezés  | Idő               | Helyezés          | Idő               | Helyezés          |
| ------------- | -------------------------- | --------- | --------- | ----------------- | ----------------- | ----------------- | ----------------- |
| Shreya Dhital | Női 50 méteres gyorsúszás  | 32.44     | 72        | Nem jutott tovább | Nem jutott tovább | Nem jutott tovább | Nem jutott tovább |
| Shreya Dhital | Női 100 méteres gyorsúszás | 1:10.82   | 73        | Nem jutott tovább | Nem jutott tovább | Nem jutott tovább | Nem jutott tovább |